# Luis Christian Ortiz
Christian Ortiz Lovera (Lima, Provincia de Lima, Perú, 9 de junio de 1990) es un futbolista peruano. Juega como guardameta y su equipo actual es Deportivo Coopsol de la Liga 2 de Perú.

## Trayectoria

### Sporting Cristal
El 2012 y 2013 fue el tercer arquero de Sporting Cristal, por detrás de Erick Delgado, Diego Penny y Alexander Araujo. Fue convocado para la nómina de 30 jugadores para la Copa Libertadores 2013.
Al siguiente año se fue a Los Caimanes, sin tener continuidad.
Debutó en el 2015 con Cienciano, ese mismo año se fue al descenso con el club imperial.
Sus mejores años en el fútbol profesional los dio en Real Garcilaso donde fue uno de los mejores jugadores. A inicios del 2019 luego de haber renovado por un año más denunció un maltrato de la dirigencia, por eso motivo rescindió su contrato con el club. Luego firmó contrato con Sport Boys.

## Clubes
| Club              | País | Año         |
| ----------------- | ---- | ----------- |
| Sporting Cristal  | Perú | 2012 - 2013 |
| Los Caimanes      | Perú | 2014        |
| Cienciano         | Perú | 2015        |
| Real Garcilaso    | Perú | 2016 - 2019 |
| Sport Boys        | Perú | 2019        |
| Cienciano         | Perú | 2020        |
| Unión Huaral      | Perú | 2021        |
| Alianza Atlético  | Perú | 2022        |
| Deportivo Coopsol | Perú | 2023 -      |

## Palmarés

### Campeonatos nacionales
| Título                    | Club             | País | Año  |
| ------------------------- | ---------------- | ---- | ---- |
| Primera División del Perú | Sporting Cristal | Perú | 2012 |

### Distinciones individuales
| Distinción                                                                | Año  |
| ------------------------------------------------------------------------- | ---- |
| Nominado a arquero del año en el Campeonato Descentralizado según la ADFP | 2018 |
| Preseleccionado como portero en el mejor once de la Liga 2 según la SAFAP | 2021 |